# Wereldkampioenschappen kunstschaatsen 2018

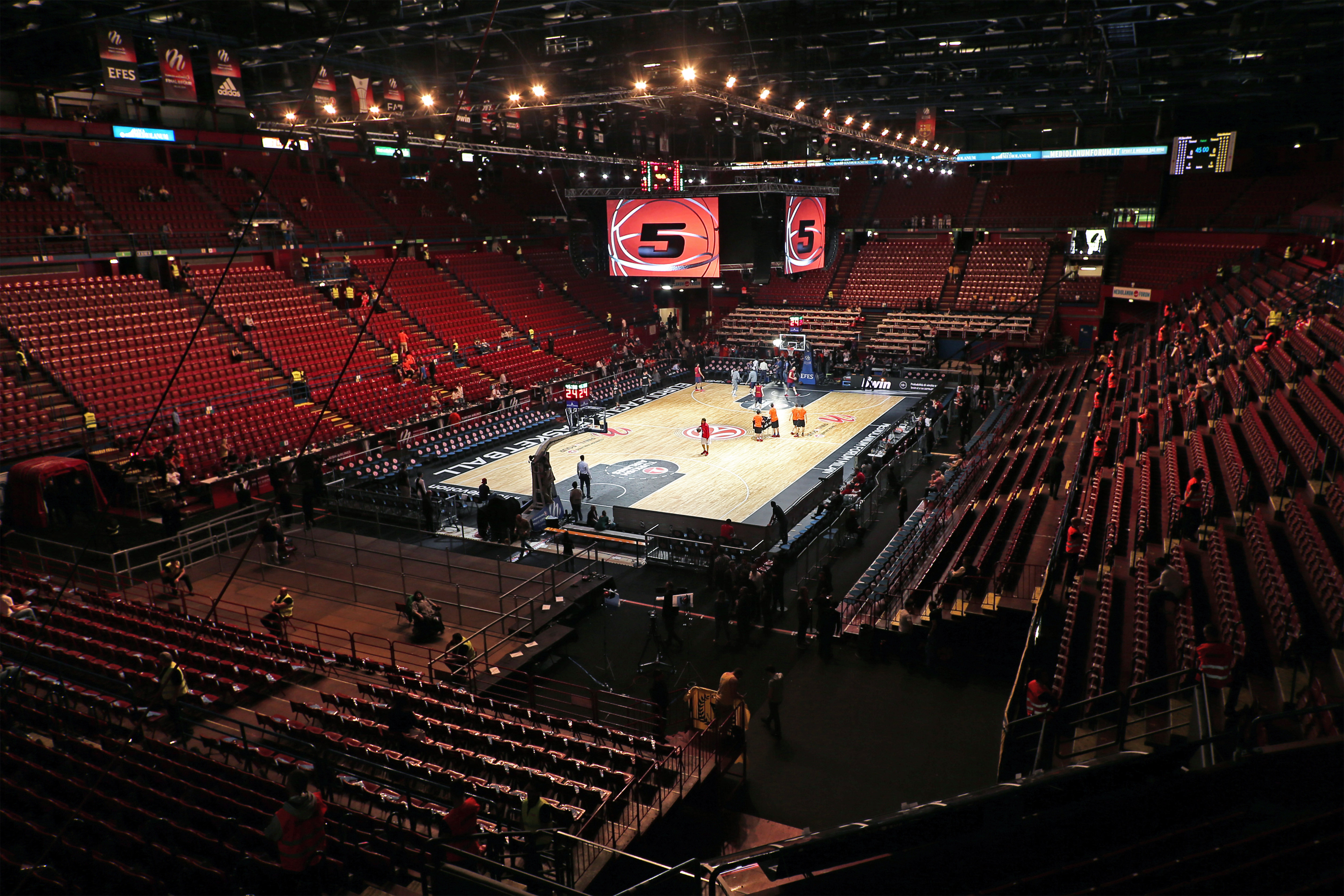
De Mediolanum Forum in 2014

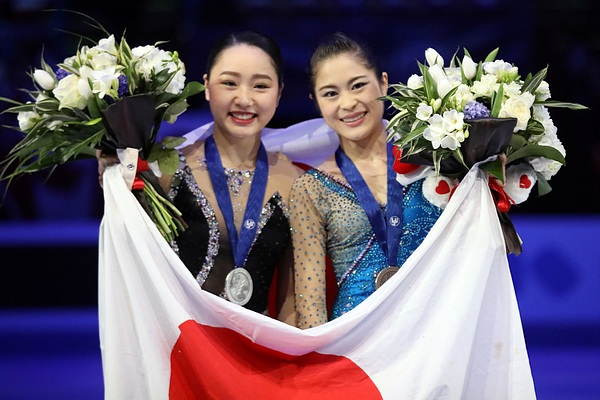
Wakaba Higuchi en Satoko Miyahara uit Japan wonnen zilver en brons bij de vrouwen

Ryom en Kim voeren een lift uit

De Wereldkampioenschappen kunstschaatsen 2018 werden gevormd door vier toernooien die door de Internationale Schaatsunie (ISU) werden georganiseerd.
Voor de mannen was het de 108e editie, voor de vrouwen de 98e, voor de paren de 96e en voor de ijsdansers de 66e editie. De kampioenschappen vonden plaats van 21 tot en met 25 maart in de Mediolanum Forum te Milaan, Italië. Het was de tweede keer dat de Wereldkampioenschappen kunstschaatsen in Milaan plaatsvonden, in 1951 was de eerste keer. Italië was voor de vierde keer het gastland van de WK kunstschaatsen: Cortina d'Ampezzo was in 1963 gaststad, Turijn in 2010.
| Programma | Programma        | Programma        | Programma         | Programma          | Programma        | Programma         | Programma       |
| --------- | ---------------- | ---------------- | ----------------- | ------------------ | ---------------- | ----------------- | --------------- |
|           | maandag 19 maart | dinsdag 20 maart | woensdag 21 maart | donderdag 22 maart | vrijdag 23 maart | zaterdag 24 maart | zondag 25 maart |
| Mannen    | Trainingen       | Trainingen       |                   | korte kür          |                  | vrije kür         | Gala            |
| Vrouwen   | Trainingen       | Trainingen       | korte kür         |                    | vrije kür        |                   | Gala            |
| Paren     | Trainingen       | Trainingen       | korte kür         | vrije kür          |                  |                   | Gala            |
| IJsdansen | Trainingen       | Trainingen       |                   |                    | korte kür        | vrije kür         | Gala            |

## Deelname
Elk bij de ISU aangesloten land kon één schaatser/één paar aanmelden per kampioenschap. Extra startplaatsen (met een maximum van drie per kampioenschap) zijn verdiend op basis van de eindklasseringen op het WK van 2017.
Voor België nam Loena Hendrickx voor de tweede keer deel bij de vrouwen. Haar oudere broer Jorik Hendrickx zegde wegens vermoeidheid voortijdig af voor de WK. De in België geboren Ruben Blommaert nam met zijn nieuwe partner Annika Hocke voor Duitsland deel bij de parenwedstrijden. Eerder kwam hij bij de paren uit met Mari Vartmann. De Zwitsers-Amerikaanse Alexia Paganini heeft een Nederlandse moeder.
Deelnemende landen
Er namen deelnemers uit 43 landen deel aan de kampioenschappen. Er werden 133 startplaatsen ingevuld.
(Tussen haakjes het totaal aantal startplaatsen in de vier toernooien.)
| Canada (11) Verenigde Staten (11) Rusland (10) Italië (7) Japan (7) Frankrijk (6) China (5) Duitsland (5) Zuid-Korea (5) Australië (4) Israël (4) | Tsjechië (4) Verenigd Koninkrijk (4) Finland (3) Hongarije (3) Spanje (3) Zwitserland (3) Armenië (2) Chinees Taipei (2) Kazachstan (2) Kroatië (2) Letland (2) | Litouwen (2) Oekraïne (2) Oostenrijk (2) Polen (2) Slowakije (2) Turkije (2) Zweden (2) Azerbeidzjan (1) België (1) Brazilië (1) Bulgarije (1) | Estland (1) Georgië (1) Maleisië (1) Mexico (1) Noord-Korea (1) Noorwegen (1) Oezbekistan (1) Servië (1) Slovenië (1) Wit-Rusland (1) |

(China en Spanje vulden de extra startplaats bij de mannen niet in, Kazachstan deed dit niet bij de vrouwen en China vulde de derde plek bij de paren niet in.)

## Medailleverdeling
Van de vier regerend wereldkampioenen verdedigde in 2018 om uiteenlopende redenen niemand zijn titel. Zo had de mannelijke kampioen Yuzuru Hanyu uit Japan een blessure aan zijn enkel en hadden de titelverdedigers bij de vrouwen en de paren - Jevgenia Medvedeva uit Rusland en Sui Wenjing / Han Cong uit China - last van een gebroken voet. De ijsdanskampioenen Tessa Virtue / Scott Moir uit Canada wisten nog niet of ze hun carrière na de WK wilden voortzetten. Er kwamen dus vier nieuwe wereldkampioenen.
Bij de mannen bleef tijdens de vrije kür van alle medaillekandidaten alleen de Amerikaan Nathan Chen overeind. Met zes viervoudige sprongen en een tweede score ooit voor een vrije kür (219,46 punten) won hij de wereldtitel, dat tevens zijn eerste WK-medaille is. Ondanks valpartijen was de zilveren medaille voor het tweede jaar op rij voor de Japanner Shoma Uno. Het brons was nu voor Michail Koljada uit Rusland, die ook meermalen viel. Dit was zijn eerste WK-medaille. Overigens ontbrak niet alleen titelverdediger Hanyu, maar sloegen ook de andere wereldkampioenen van de afgelopen zeven jaar (Patrick Chan en Javier Fernández) deze wereldkampioenschappen over.
Ook bij de vrouwen stelden de kanshebbers voor een medaille teleur. De Canadese Kaetlyn Osmond profiteerde hiervan en veroverde verrassend de wereldtitel. In 2017 won ze al de zilveren medaille. De tweede en derde plek werden dit keer ingenomen door Japanse vrouwen, Wakaba Higuchi en Satoko Miyahara. Higuchi won niet eerder een prijs bij de WK. Voor Miyahara was dit haar tweede WK-medaille, na zilver in 2015. Favorieten Alina Zagitova (vijfde) en Carolina Kostner (vierde) vielen ditmaal buiten het podium.
Na brons in 2016 en zilver in 2017 bemachtigden de Duitse olympisch kampioenen Aliona Savchenko / Bruno Massot de wereldtitel bij de paren. Savchenko werd met haar eerdere partner Robin Szolkowy vijf keer wereldkampioen bij het paarrijden en won met hem acht WK-medailles. Het Russische stel Jevgenia Tarasova / Vladimir Morozov won de zilveren medaille; in 2017 had het brons. Op de derde plek nam dit keer het Franse paar Vanessa James / Morgan Ciprès plaats, dat hiermee de eerste WK-medaille won.
Het Franse ijsdanspaar Gabriella Papadakis / Guillaume Cizeron, de wereldkampioen van 2015 en 2016, heroverde weer de wereldtitel. Dit was tevens hun vierde WK-medaille; in 2017 wonnen ze het zilver. De tweede plek werd ditmaal ingenomen door het Amerikaanse duo Madison Hubbell / Zachary Donohue, dat hiermee voor het eerst een medaille won bij de WK. Het brons was voor Kaitlyn Weaver / Andrew Poje uit Canada. Dit stel won al de zilveren medaille in 2014, en de bronzen in 2015.
| Discipline | Goud                                    | Zilver                               | Brons                         |
| ---------- | --------------------------------------- | ------------------------------------ | ----------------------------- |
| Mannen     | Nathan Chen                             | Shoma Uno                            | Michail Koljada               |
| Vrouwen    | Kaetlyn Osmond                          | Wakaba Higuchi                       | Satoko Miyahara               |
| Paren      | Aliona Savchenko / Bruno Massot         | Jevgenia Tarasova / Vladimir Morozov | Vanessa James / Morgan Ciprès |
| IJsdansen  | Gabriella Papadakis / Guillaume Cizeron | Madison Hubbell / Zachary Donohue    | Kaitlyn Weaver / Andrew Poje  |

## Uitslagen
| #                   | naam (deelname)         | land                         | punten | korte kür   | vrije kür   |
| ------------------- | ----------------------- | ---------------------------- | ------ | ----------- | ----------- |
| Goud                | Nathan Chen (2)         | Vlag van Verenigde Staten    | 321.40 | 101.94 (1)  | 219.46 (1)  |
| Zilver              | Shoma Uno (3)           | Vlag van Japan               | 273.77 | 094.26 (5)  | 179.51 (2)  |
| Brons               | Michail Koljada (3)     | Vlag van Rusland             | 272.32 | 100.08 (2)  | 172.24 (4)  |
| 4                   | Oleksij Bytsjenko (7)   | Vlag van Israël              | 258.28 | 090.99 (7)  | 167.29 (7)  |
| 5                   | Kazuki Tomono           | Vlag van Japan               | 256.11 | 082.61 (11) | 173.50 (3)  |
| 6                   | Deniss Vasiļjevs (3)    | Vlag van Letland             | 254.86 | 084.25 (9)  | 170.61 (5)  |
| 7                   | Dmitri Aliev            | Vlag van Rusland             | 252.30 | 082.15 (13) | 170.15 (6)  |
| 8                   | Keegan Messing          | Vlag van Canada              | 252.30 | 093.00 (6)  | 159.30 (11) |
| 9                   | Misha Ge (8)            | Vlag van Oezbekistan         | 249.57 | 086.01 (8)  | 163.56 (9)  |
| 10                  | Michal Březina (9)      | Vlag van Tsjechië            | 243.99 | 078.01 (17) | 165.98 (8)  |
| 11                  | Max Aaron (4)           | Vlag van Verenigde Staten    | 241.49 | 079.78 (15) | 161.71 (10) |
| 12                  | Alexander Majorov (7)   | Vlag van Zweden              | 237.79 | 082.71 (10) | 155.08 (13) |
| 13                  | Keiji Tanaka (2)        | Vlag van Japan               | 236.66 | 080.17 (14) | 156.49 (12) |
| 14                  | Vincent Zhou            | Vlag van Verenigde Staten    | 235.24 | 096.78 (3)  | 138.46 (19) |
| 15                  | Paul Fentz (2)          | Vlag van Duitsland           | 230.92 | 082.49 (12) | 148.43 (16) |
| 16                  | Romain Ponsart          | Vlag van Frankrijk           | 229.20 | 079.55 (16) | 149.65 (14) |
| 17                  | Matteo Rizzo (2)        | Vlag van Italië              | 225.44 | 077.43 (18) | 148.01 (17) |
| 18                  | Brendan Kerry (5)       | Vlag van Australië           | 223.85 | 074.99 (19) | 148.86 (15) |
| 19                  | Jin Boyang (3)          | Vlag van China               | 223.41 | 095.85 (4)  | 127.56 (23) |
| 20                  | Daniel Samohin          | Vlag van Israël              | 214.01 | 072.78 (20) | 141.23 (18) |
| 21                  | Julian Zhi Jie Yee (3)  | Vlag van Maleisië            | 209.03 | 072.43 (21) | 136.60 (20) |
| 22                  | Donovan Carrillo        | Vlag van Mexico              | 200.76 | 068.13 (24) | 132.63 (21) |
| 23                  | Slavik Hajrapetjan (4)  | Vlag van Armenië             | 199.72 | 068.18 (23) | 131.54 (22) |
| 24                  | Phillip Harris (2)      | Vlag van Verenigd Koninkrijk | 187.69 | 068.59 (22) | 119.10 (24) |
| Finale niet bereikt |                         |                              |        |             |             |
| 25                  | Nam Nguyen (4)          | Vlag van Canada              |        | 067.79 (25) |             |
| 26                  | Moris Kvitelasjvili (2) | Vlag van Georgië             |        | 067.01 (26) |             |
| 27                  | Stéphane Walker (4)     | Vlag van Zwitserland         |        | 065.79 (27) |             |
| 28                  | Burak Demirboğa         | Vlag van Turkije             |        | 065.43 (28) |             |
| 29                  | Ivan Pavlov (3)         | Vlag van Oekraïne            |        | 064.18 (29) |             |
| 30                  | Chih-I Tsao (2)         | Vlag van Chinees Taipei      |        | 064.06 (30) |             |
| 31                  | Larry Loupolover (2)    | Vlag van Azerbeidzjan        |        | 061.82 (31) |             |
| 32                  | Abzal Rakimgaliev (5)   | Vlag van Kazachstan          |        | 061.19 (32) |             |
| 33                  | Kim Jin-seo (4)         | Vlag van Zuid-Korea          |        | 060.72 (33) |             |
| 34                  | Nicholas Vrdoljak (2)   | Vlag van Kroatië             |        | 059.74 (34) |             |
| 35                  | Valtter Virtanen (2)    | Vlag van Finland             |        | 055.49 (35) |             |
| 36                  | Ihor Reznitsjenko (2)   | Vlag van Polen               |        | 051.70 (36) |             |
| 37                  | Javier Raya (4)         | Vlag van Spanje              |        | 050.00 (37) |             |

| #                   | naam (deelname)             | land                         | punten | korte kür  | vrije kür   |
| ------------------- | --------------------------- | ---------------------------- | ------ | ---------- | ----------- |
| Goud                | Kaetlyn Osmond (4)          | Vlag van Canada              | 223.23 | 72.73 (4)  | 150.50 (1)  |
| Zilver              | Wakaba Higuchi (2)          | Vlag van Japan               | 210.90 | 65.89 (8)  | 145.01 (2)  |
| Brons               | Satoko Miyahara (3)         | Vlag van Japan               | 210.08 | 74.36 (3)  | 135.72 (3)  |
| 4                   | Carolina Kostner (14)       | Vlag van Italië              | 208.88 | 80.27 (1)  | 128.61 (5)  |
| 5                   | Alina Zagitova              | Vlag van Rusland             | 207.72 | 79.51 (2)  | 128.21 (7)  |
| 6                   | Bradie Tennell              | Vlag van Verenigde Staten    | 199.89 | 68.76 (7)  | 131.13 (4)  |
| 7                   | Gabrielle Daleman (5)       | Vlag van Canada              | 196.72 | 71.61 (6)  | 125.11 (8)  |
| 8                   | Maria Sotskova (2)          | Vlag van Rusland             | 196.61 | 71.80 (5)  | 124.81 (9)  |
| 9                   | Loena Hendrickx (2)         | Vlag van België              | 192.31 | 64.07 (10) | 128.24 (6)  |
| 10                  | Mirai Nagasu (3)            | Vlag van Verenigde Staten    | 187.52 | 65.21 (9)  | 122.31 (11) |
| 11                  | Jelizabet Toersynbajeva (3) | Vlag van Kazachstan          | 186.85 | 62.38 (11) | 124.47 (10) |
| 12                  | Mariah Bell (2)             | Vlag van Verenigde Staten    | 174.40 | 59.15 (17) | 115.25 (12) |
| 13                  | Nicole Schott (3)           | Vlag van Duitsland           | 174.13 | 61.84 (12) | 112.29 (14) |
| 14                  | Laurine Lecavelier (3)      | Vlag van Frankrijk           | 173.23 | 59.79 (15) | 113.44 (13) |
| 15                  | Kim Ha-nul                  | Vlag van Zuid-Korea          | 170.68 | 60.18 (14) | 110.54 (15) |
| 16                  | Viveca Lindfors (2)         | Vlag van Finland             | 166.23 | 60.18 (13) | 106.05 (16) |
| 17                  | Kailani Craine (3)          | Vlag van Australië           | 154.41 | 56.90 (20) | 097.51 (18) |
| 18                  | Eliška Březinová (5)        | Vlag van Tsjechië            | 153.14 | 58.37 (18) | 094.77 (19) |
| 19                  | Stanislava Konstantinova    | Vlag van Rusland             | 153.03 | 59.19 (16) | 093.84 (20) |
| 20                  | Alexia Paganini             | Vlag van Zwitserland         | 149.66 | 57.86 (19) | 091.80 (22) |
| 21                  | Elisabetta Leccardi         | Vlag van Italië              | 149.17 | 51.13 (23) | 098.04 (17) |
| 22                  | Daša Grm (6)                | Vlag van Slovenië            | 144.51 | 52.43 (22) | 092.08 (21) |
| 23                  | Ivett Tóth (4)              | Vlag van Hongarije           | 136.87 | 50.63 (24) | 086.24 (23) |
| 24                  | Choi Da-bin (3)             | Vlag van Zuid-Korea          | 55.30  | 55.30 (21) | t.z.t.      |
| Finale niet bereikt |                             |                              |        |            |             |
| 25                  | Larkyn Austman              | Vlag van Canada              |        | 50.17 (25) |             |
| 26                  | Li Xiangning (2)            | Vlag van China               |        | 50.06 (26) |             |
| 27                  | Nicole Rajičová (5)         | Vlag van Slowakije           |        | 49.87 (27) |             |
| 28                  | Amy Lin (3)                 | Vlag van Chinees Taipei      |        | 49.31 (28) |             |
| 29                  | Anita Östlund               | Vlag van Zweden              |        | 48.99 (29) |             |
| 30                  | Alisa Stomakhina            | Vlag van Oostenrijk          |        | 48.71 (30) |             |
| 31                  | Elžbieta Kropa              | Vlag van Litouwen            |        | 46.53 (31) |             |
| 32                  | Natasha McKay (2)           | Vlag van Verenigd Koninkrijk |        | 45.89 (32) |             |
| 33                  | Anne Line Gjersem (6)       | Vlag van Noorwegen           |        | 45.25 (33) |             |
| 34                  | Gerli Liinamäe              | Vlag van Estland             |        | 45.14 (34) |             |
| 35                  | Isadora Williams (3)        | Vlag van Brazilië            |        | 42.16 (35) |             |
| 36                  | Antonina Dubinina           | Vlag van Servië              |        | 41.40 (36) |             |
| 37                  | Angelīna Kučvaļska (4)      | Vlag van Letland             |        | 35.78 (37) |             |

| #                   | naam (deelname)                                    | land                         | punten | korte kür  | vrije kür   |
| ------------------- | -------------------------------------------------- | ---------------------------- | ------ | ---------- | ----------- |
| Goud                | Aliona Savchenko (14) Bruno Massot (4)             | Vlag van Duitsland           | 245.84 | 82.98 (1)  | 162.86 (1)  |
| Zilver              | Jevgenia Tarasova (4) Vladimir Morozov (4)         | Vlag van Rusland             | 225.53 | 81.29 (2)  | 144.24 (2)  |
| Brons               | Vanessa James (9) Morgan Ciprès (7)                | Vlag van Frankrijk           | 218.36 | 75.32 (3)  | 143.04 (3)  |
| 4                   | Natalja Zabijako (4) Aleksandr Enbert (3)          | Vlag van Rusland             | 207.88 | 74.38 (4)  | 133.50 (6)  |
| 5                   | Nicole Della Monica (8) Matteo Guarise (7)         | Vlag van Italië              | 206.06 | 72.53 (5)  | 133.53 (5)  |
| 6                   | Kirsten Moore-Towers (5) Michael Marinaro (2)      | Vlag van Canada              | 204.33 | 70.49 (10) | 133.84 (4)  |
| 7                   | Yu Xiaoyu (2) Zhang Hao (15)                       | Vlag van China               | 203.36 | 71.31 (9)  | 132.05 (7)  |
| 8                   | Kristina Astachova (2) Aleksej Rogonov (2)         | Vlag van Rusland             | 202.16 | 71.62 (7)  | 130.54 (9)  |
| 9                   | Peng Cheng (5) Jin Yang                            | Vlag van China               | 202.07 | 71.98 (6)  | 130.09 (10) |
| 10                  | Valentina Marchei (11) Ondřej Hotárek (11)         | Vlag van Italië              | 202.02 | 71.37 (8)  | 130.65 (8)  |
| 11                  | Anna Dušková (2) Martin Bidař (2)                  | Vlag van Tsjechië            | 189.60 | 66.29 (13) | 123.31 (11) |
| 12                  | Ryom Tae-ok (2) Kim Ju-sik (2)                     | Vlag van Noord-Korea         | 188.77 | 66.32 (12) | 122.45 (12) |
| 13                  | Annika Hocke Ruben Blommaert                       | Vlag van Duitsland           | 184.83 | 63.26 (16) | 121.57 (13) |
| 14                  | Miriam Ziegler (5) Severin Kiefer (7)              | Vlag van Oostenrijk          | 184.30 | 65.21 (14) | 119.09 (14) |
| 15                  | Alexa Scimeca (5) Chris Knierim (5)                | Vlag van Verenigde Staten    | 182.04 | 69.55 (11) | 112.49 (15) |
| 16                  | Jekaterina Aleksandrovskaja (2) Harley Windsor (2) | Vlag van Australië           | 177.46 | 65.02 (15) | 112.44 (16) |
| Finale niet bereikt |                                                    |                              |        |            |             |
| 17                  | Deanna Stellato Nathan Bartholomay (2)             | Vlag van Verenigde Staten    |        | 61.48 (17) |             |
| 18                  | Camille Ruest Andrew Wolfe                         | Vlag van Canada              |        | 59.98 (18) |             |
| 19                  | Paige Conners Evgeni Krasnopolski (5)              | Vlag van Israël              |        | 58.44 (19) |             |
| 20                  | Laura Barquero Aritz Maestu                        | Vlag van Spanje              |        | 58.36 (20) |             |
| 21                  | Lana Petranović (2) Antonio Souza-Kordeiru (2)     | Vlag van Kroatië             |        | 57.25 (21) |             |
| 22                  | Julianne Séguin (3) Charlie Bilodeau (3)           | Vlag van Canada              |        | 55.68 (22) |             |
| 23                  | Ioulia Chtchetinina (3) Mikhail Akulov             | Vlag van Zwitserland         |        | 53.62 (23) |             |
| 24                  | Miu Suzaki Ryuichi Kihara (3)                      | Vlag van Japan               |        | 53.33 (24) |             |
| 25                  | Lola Esbrat (3) Andrej Novoselov (3)               | Vlag van Frankrijk           |        | 51.94 (25) |             |
| 26                  | Kim Kyu-eun Alex Kang-chan Kam                     | Vlag van Zuid-Korea          |        | 42.85 (26) |             |
| 27                  | Zoe Jones (4) Christopher Boyadji (4)              | Vlag van Verenigd Koninkrijk |        | 42.02 (27) |             |
| 28                  | Elizaveta Kashitsyna Márk Magyar (2)               | Vlag van Hongarije           |        | 36.33 (28) |             |

| #                   | naam (deelname)                               | land                         | punten | korte kür  | vrije kür   |
| ------------------- | --------------------------------------------- | ---------------------------- | ------ | ---------- | ----------- |
| Goud                | Gabriella Papadakis (5) Guillaume Cizeron (5) | Vlag van Frankrijk           | 207.20 | 83.73 (1)  | 123.47 (1)  |
| Zilver              | Madison Hubbell (5) Zachary Donohue (5)       | Vlag van Verenigde Staten    | 196.64 | 80.42 (2)  | 116.22 (2)  |
| Brons               | Kaitlyn Weaver (10) Andrew Poje (10)          | Vlag van Canada              | 192.35 | 78.31 (3)  | 114.04 (4)  |
| 4                   | Anna Cappellini (12) Luca Lanotte (12)        | Vlag van Italië              | 192.08 | 77.46 (4)  | 114.62 (3)  |
| 5                   | Madison Chock (7) Evan Bates (8)              | Vlag van Verenigde Staten    | 187.28 | 75.66 (5)  | 111.62 (5)  |
| 6                   | Piper Gilles (6) Paul Poirier (9)             | Vlag van Canada              | 186.10 | 74.51 (6)  | 111.59 (6)  |
| 7                   | Aleksandra Stepanova (4) Ivan Boekin (4)      | Vlag van Rusland             | 184.01 | 74.50 (7)  | 109.51 (7)  |
| 8                   | Tiffany Zahorski Jonathan Guerreiro           | Vlag van Rusland             | 180.42 | 72.45 (8)  | 107.97 (8)  |
| 9                   | Charlène Guignard (7) Marco Fabbri (7)        | Vlag van Italië              | 178.44 | 71.15 (9)  | 107.29 (9)  |
| 10                  | Kaitlin Hawayek Jean-Luc Baker                | Vlag van Verenigde Staten    | 165.28 | 63.48 (15) | 101.80 (10) |
| 11                  | Kana Muramoto (3) Chris Reed (11)             | Vlag van Japan               | 164.38 | 65.65 (10) | 098.73 (11) |
| 12                  | Olivia Smart (3) Adrià Díaz (7)               | Vlag van Spanje              | 162.05 | 63.73 (12) | 098.32 (12) |
| 13                  | Marie-Jade Lauriault (2) Romain Le Gac (2)    | Vlag van Frankrijk           | 159.64 | 63.50 (14) | 096.14 (13) |
| 14                  | Carolane Soucisse Shane Firus                 | Vlag van Canada              | 159.46 | 64.02 (11) | 095.44 (14) |
| 15                  | Oleksandra Nazarova (4) Maksym Nikitin (4)    | Vlag van Oekraïne            | 158.40 | 63.35 (16) | 095.05 (15) |
| 16                  | Kavita Lorenz (3) Panagiotis Polizoakis (3)   | Vlag van Duitsland           | 157.02 | 62.08 (17) | 094.94 (16) |
| 17                  | Natalia Kaliszek (4) Maksym Spodyriev (4)     | Vlag van Polen               | 151.46 | 63.70 (13) | 087.76 (19) |
| 18                  | Wang Shiyue (4) Liu Xinyu (4)                 | Vlag van China               | 150.75 | 61.18 (19) | 089.57 (17) |
| 19                  | Alisa Agafonova (7) Alper Uçar (12)           | Vlag van Turkije             | 149.05 | 60.38 (20) | 088.67 (18) |
| 20                  | Allison Reed (6) Saulius Ambrulevičius (6)    | Vlag van Litouwen            | 148.30 | 61.33 (18) | 086.97 (20) |
| Finale niet bereikt |                                               |                              |        |            |             |
| 21                  | Yura Min (2) Alexander Gamelin (2)            | Vlag van Zuid-Korea          |        | 58.82 (21) |             |
| 22                  | Tina Garabedian (3) Simon Proulx-Sénécal (3)  | Vlag van Armenië             |        | 58.64 (22) |             |
| 23                  | Cecilia Törn (4) Jussiville Partanen (4)      | Vlag van Finland             |        | 57.96 (23) |             |
| 24                  | Lilah Fear (2) Lewis Gibson (2)               | Vlag van Verenigd Koninkrijk |        | 57.56 (24) |             |
| 25                  | Lucie Myslivečková (5) Lukáš Csölley (6)      | Vlag van Slowakije           |        | 55.54 (25) |             |
| 26                  | Cortney Mansour (3) Michal Češka (2)          | Vlag van Tsjechië            |        | 55.27 (26) |             |
| 27                  | Anna Janovskaja Ádám Lukács (2)               | Vlag van Hongarije           |        | 54.11 (27) |             |
| 28                  | Viktoria Kavaliova (6) Yurii Bieliaiev (6)    | Vlag van Wit-Rusland         |        | 50.40 (28) |             |
| 29                  | Teodora Markova Simon Daze                    | Vlag van Bulgarije           |        | 47.57 (29) |             |
| 30                  | Chantelle Kerry (2) Andrew Dodds              | Vlag van Australië           |        | 46.05 (30) |             |
| 31                  | Adel Tankova (2) Ronald Zilberberg            | Vlag van Israël              |        | 43.50 (31) |             |

Medaillewinnaars

Mannen · 
Vrouwen ·
Paren · 
IJsdansen

 Toernooi

1896 · 
1897 · 
1898 · 
1899 · 
1900 · 
1901 · 
1902 · 
1903 · 
1904 · 
1905 · 
1906 · 
1907 · 
1908 · 
1909 · 
1910 · 
1911 · 
1912 · 
1913 · 
1914 · 
1915-1921 · 
1922 · 
1923 · 
1924 · 
1925 · 
1926 · 
1927 · 
1928 · 
1929 · 
1930 · 
1931 · 
1932 · 
1933 · 
1934 · 
1935 · 
1936 · 
1937 · 
1938 · 
1939 ·
1940-1946 · 
1947 · 
1948 · 
1949 · 
1950 · 
1951 · 
1952 · 
1953 · 
1954 · 
1955 · 
1956 · 
1957 · 
1958 · 
1959 · 
1960 · 
1961 · 
1962 · 
1963 · 
1964 · 
1965 · 
1966 · 
1967 · 
1968 · 
1969 · 
1970 · 
1971 · 
1972 · 
1973 · 
1974 · 
1975 · 
1976 · 
1977 · 
1978 · 
1979 · 
1980 · 
1981 · 
1982 · 
1983 · 
1984 · 
1985 · 
1986 · 
1987 · 
1988 · 
1989 · 
1990 · 
1991 · 
1992 · 
1993 · 
1994 · 
1995 ·
1996 · 
1997 · 
1998 · 
1999 · 
2000 · 
2001 · 
2002 · 
2003 · 
2004 · 
2005 · 
2006 ·
2007 ·
2008 ·
2009 ·
2010 ·
2011 ·
2012 ·
2013 ·
2014 ·
2015 ·
2016 ·
2017 ·
2018 ·
2019 · 
2020 · 
2021 ·
2022 ·
2023 ·
2024

 ISU-kampioenschappen

WK kunstschaatsen junioren ·
EK kunstschaatsen ·
Viercontinentenkampioenschap ·
Olympische Spelen